# Tertulia de la Fonda de San Sebastián

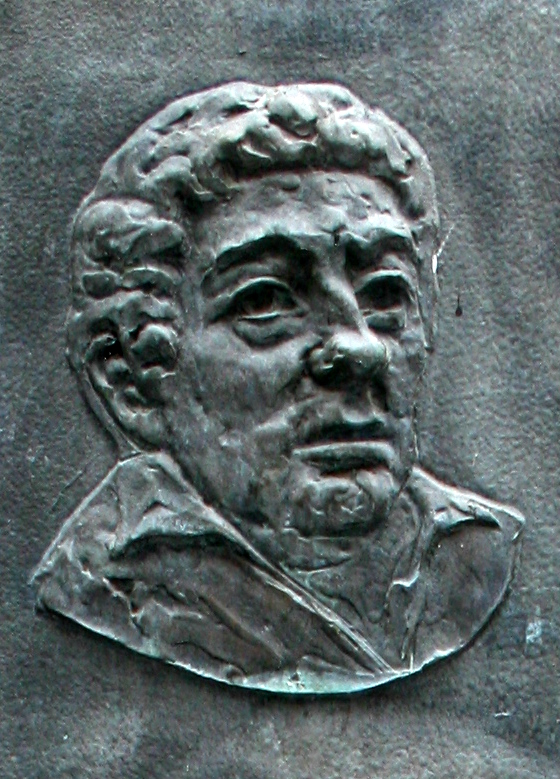
Nicolás Fernández de Moratín, fundador de la tertulia, en un relieve en bronce de la vecina calle de las Huertas.

La tertulia de la Fonda de San Sebastián fue una reunión intelectual en el Madrid de la Ilustración, considerada por algunos la más importante del siglo XVIII y la primera de las tertulias modernas. Surgió a continuación de la Academia del Buen Gusto, creada veinte años antes, y fue fundada por Nicolás Fernández de Moratín (1771-1773) en el local que la Fonda de San Sebastián tenía abierto desde 1766 en la Plazuela del Ángel (en el solar que luego ocuparía el Palacio del Conde de Tepa). En la tertulia, de orientación más italianizante que afrancesada, además de discutirse de literatura, se hablaba de amores y de toros, temas elevados allí a las categorías de lo poético y lo castizo.

## Tertulianos
Con las pautas de la estética rococó, los autores reunidos en la tertulia de la Fonda de San Sebastián aspiraban a renovar la poesía (más allá de «copleros del mal gusto en la tradición del Barroco»). Otro objetivo fue la creación de un nuevo teatro según los postulados estéticos del neoclasicismo. A aquella tertulia de San Sebastián acudieron los mejores escritores del momento con ánimo de leer y discutir las tragedias italianas y francesas de moda, las sátiras y la Poética de Boileau, la segunda edición de la Poética de Ignacio de Luzán y las obras del discutido Jean-Jacques Rousseau. El ilustrado José Cadalso leyó allí sus primeras Cartas marruecas, antes de publicarlas.

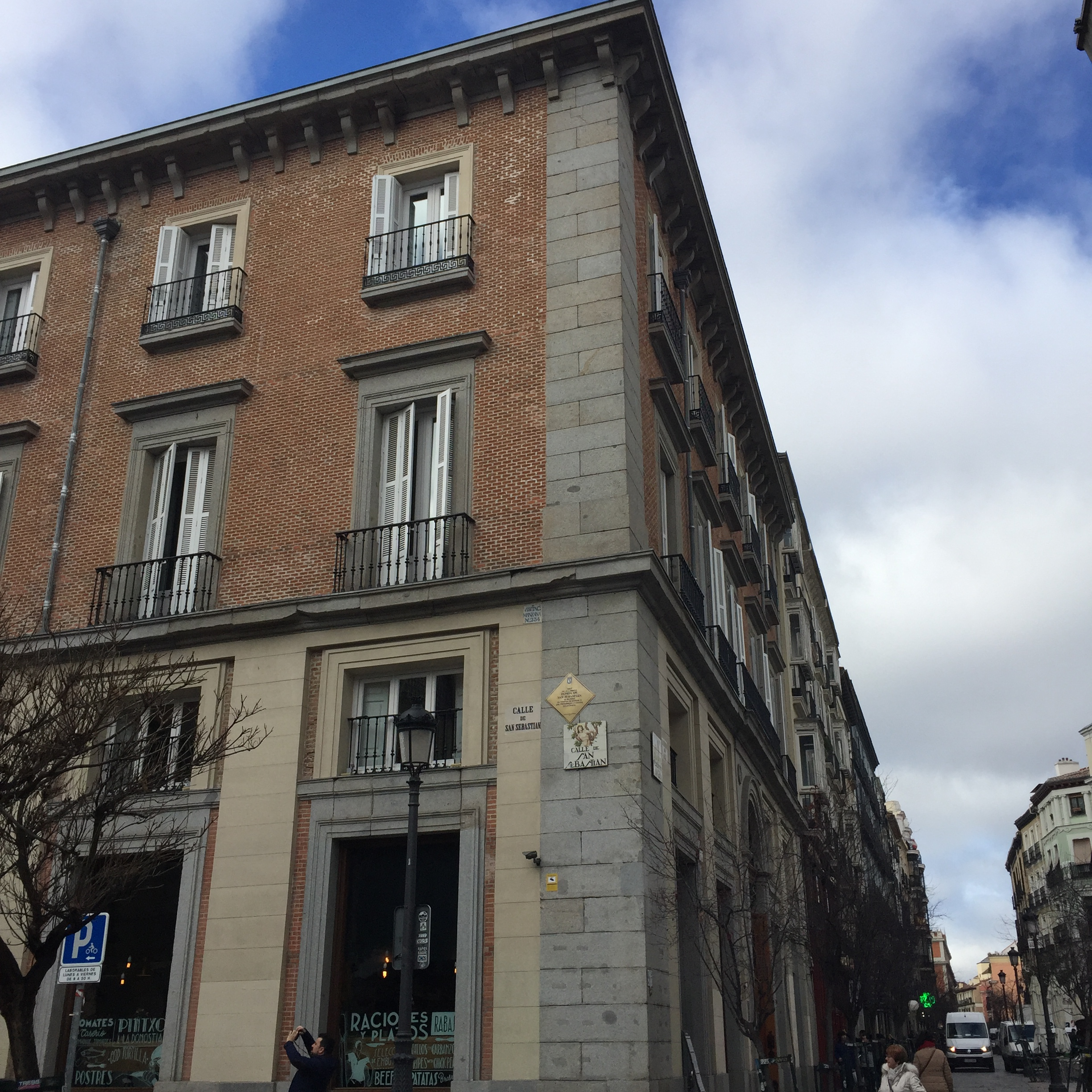
Fachada del edificio donde estuvo antiguamente la Fonda de San Sebastián

Además de estos autores, participaron en la tertulia los escritores españoles Tomás de Iriarte y sus hermanos, Félix María Samaniego, Jovellanos, Juan Meléndez Valdés  y Juan Bautista Muñoz.  Entre los dramaturgos, acudían Luciano Francisco Comella, Gaspar Zavala y Zamora e Ignacio López de Ayala; entre los pintores, Francisco de Goya; y en el capítulo de eruditos e historiadores estaban Francisco Cerdá y Rico, Vicente de los Ríos, Enrique Ramos, el doctor y periodista Manuel Casal y el botánico Casimiro Gómez Ortega; además de súbditos italianos, como Juan Bautista Conti y Mariano Pizzi.